# Pseudoclivina grandis
Pseudoclivina grandis is een keversoort uit de familie van de loopkevers (Carabidae). De wetenschappelijke naam van de soort is voor het eerst geldig gepubliceerd in 1826 door Dejean.
De soort komt voor in Congo-Kinshasa, Ethiopië, Kenia, Namibië, Senegal, Tanzania, Zambia en Zuid-Afrika.